# Allaeochelys
Allaeochelys – wymarły rodzaj żółwi skrytoszyjnych z rodziny miękkoskórkowatych (Carettochelyidae), żyjący od eocenu do miocenu. Skamieniałe szczątki przedstawicieli żyjącego w eocenie rodzaju odkryto w Messel Pit, kamieniołomie powstałym w miejscu dawnego jeziora wulkanicznego, zlokalizowanym pomiędzy Darmstadt i Frankfurtem w Niemczech, oraz w okolicy wsi Cazurra w hiszpańskiej prowincji Zamora.

## Rozmieszczenie geograficzne
Żółwie z rodzaju Allaeochelys rozpowszechniły się w paleogenie i neogenie na terenie Ameryki Północnej, Azji i Europy. W Europie Allaeochelys znane są wyłącznie z kopalnych śladów odkrytych w kopalni Messel, oraz w okolicy wsi Cazurra w hiszpańskiej prowincji Zamora. Prawdopodobnie ich najbliższymi współczesnymi krewnymi są wyraźnie większe żółwie dwupazurzaste (Carettochelys insculpta), żyjące w wodach Australii i Nowej Gwinei. 